# Nederlands kampioenschap wielrennen op de weg

De Nederlandse kampioenstrui.

Het Nederlands kampioenschap wielrennen op de weg is in de vier onderdelen wegwedstrijd en individuele tijdrit bij zowel de mannen als de vrouwen een jaarlijkse georganiseerde wielerwedstrijd waarin om de nationale titel wordt gestreden. De titelstrijd op de weg vindt doorgaans in het weekeinde voor de start van de Ronde van Frankrijk plaats. Het parcours bestaat hierbij uit een omloop die een aantal keer moet worden afgelegd, afhankelijk van de categorie.
Het kampioenschap wordt sinds 2020 georganiseerd door Courage Events in opdracht van de Koninklijke Nederlandsche Wielren Unie (KNWU). Daarvoor werd de organisatie van het evenement uitbesteed aan bedrijven als Top Sports Group en Golazo.
In 2020 werden de tijdritten niet verreden vanwege de coronapandemie die dat jaar uitbrak. Alleen de wegwedstrijden werden dat jaar verreden.

## Erelijsten

### Wegwedstrijd mannen

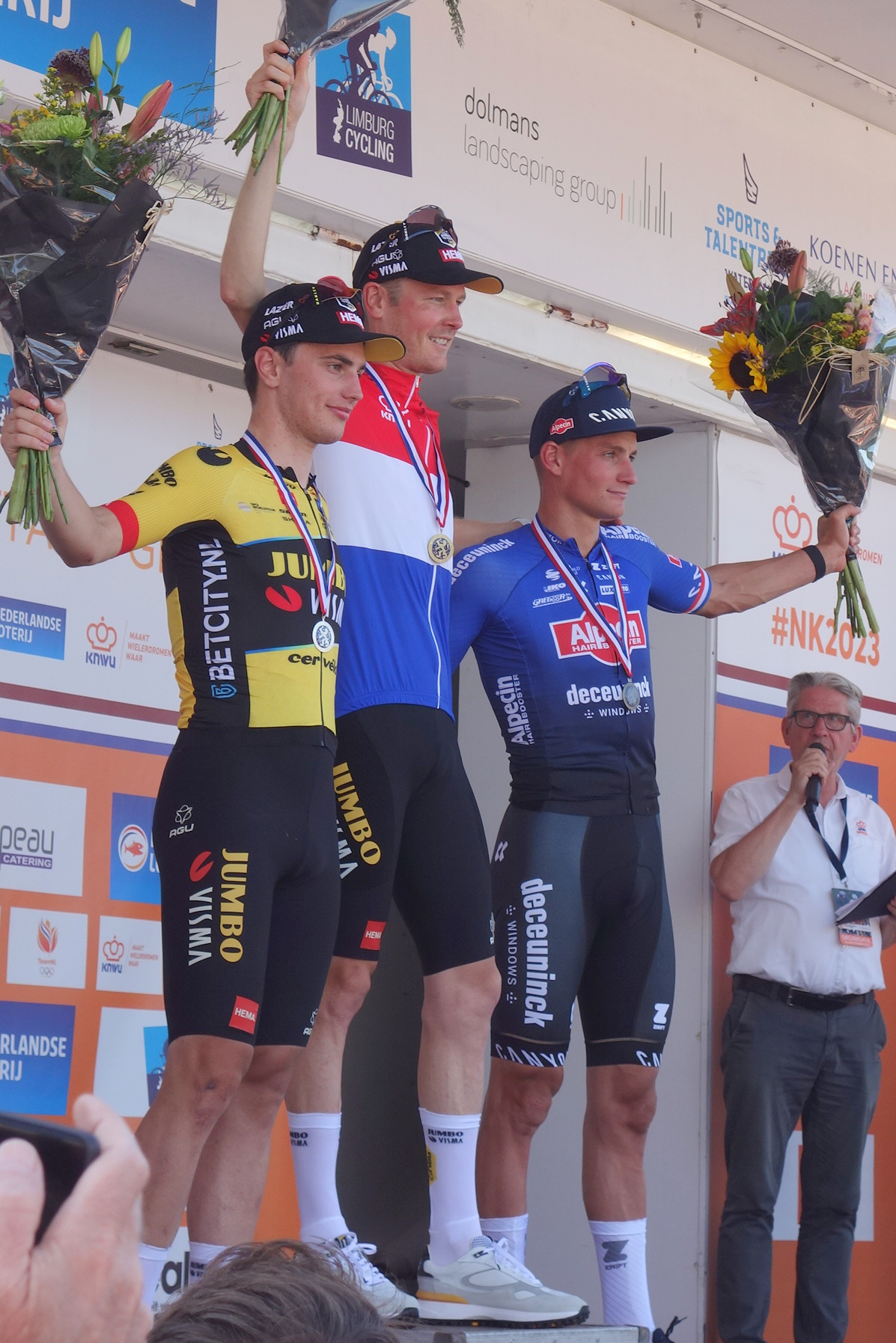
Dylan van Baarle op het podium in 2023.

Tot 1927 was het Nederlands kampioenschap voor alle categorieën toegankelijk, sindsdien is de titelstrijd voor beroepsrenners. Recordhouder is Jorinus van der Wiel met vijf zeges.
N.B. In de periode 1958-1961 werd het kampioenschap aan de hand van een klassement over meerdere ritten bepaald.
| Jaar                      | Locatie                                         | Goud                      | Ploeg                      | Zilver                    | Brons                     |
| Pré KNWU-kampioenschappen | Pré KNWU-kampioenschappen                       | Pré KNWU-kampioenschappen | Pré KNWU-kampioenschappen  | Pré KNWU-kampioenschappen | Pré KNWU-kampioenschappen |
| ------------------------- | ----------------------------------------------- | ------------------------- | -------------------------- | ------------------------- | ------------------------- |
| 1888                      | Groningen                                       | H.W. van Raden            |                            | Th. Baron van Pallandt    | -                         |
| 1889                      | Franeker                                        | W.G. Delbaere             |                            | A.J. Korthals Altes       | P. Bokma                  |
| 1890                      | Groningen                                       | Henri Raland              |                            | Jaap Houtman              | D. Fockema                |
| 1891                      | Amersfoort                                      | Carel Koning              |                            | Cees Witteveen            | Karel Smits               |
| 1892                      | Ede                                             | Henk van de Griendt       |                            | Jac Siep                  | A. Eijsink                |
| 1893                      | Ede                                             | Jaap Eden                 |                            | W. De Haas                | Jac Siep                  |
| 1894                      | Ede                                             | Jaap Eden                 |                            | Cees Witteveen            | Mathieu Cordang           |
| 1895                      | Ede                                             | Willem van der Mey        |                            | Cees Witteveen            | P. Adrian                 |
| 1896                      | Ede                                             | Willem van der Mey        |                            | Koos van der Knoop        | A. van Koolbergen         |
| 1904                      | Utrecht                                         | Jan de Groot              |                            | Kees van der Wiel         | M. Nigten                 |
| 1906                      | Rotterdam                                       | Gerrit van Vliet          |                            | Jan de Jager              | Anton van Lieshout        |
| 1907                      | Rotterdam                                       | Jan Tulleken              |                            | J. Bloem                  | Johan ’t Hart             |
| 1908                      | Amsterdam                                       | Adrie Slot                |                            | C. De Visser              | J. Bloem                  |
| 1909                      | Mook                                            | Chris Kalkman             |                            | Dorus Nijland             | George Damen              |
| 1910                      | Ede                                             | Henk Tamse                |                            | P. van Kersen             | Gerard Franssen           |
| 1911                      | Nijmegen                                        | Krijn Schippers           |                            | Piet van der Wiel         | A. Guillard               |
| 1912                      | Apeldoorn                                       | Cees Erkelens             |                            | P. Borremans              | Cor Blekemolen            |
| 1913                      | Amsterdam                                       | Frits Wiersma             |                            | Herman Maas               | F. Van Hilst              |
| 1914                      | Brussel                                         | Chris Kalkman             |                            | Piet van der Wiel         | Gerard Vlemminx           |
| 1915                      | Amsterdam en Maastricht                         | Jorinus van der Wiel      |                            | Piet van der Wiel         | Barend Gebuis             |
| 1916                      | Maastricht                                      | Klaas van Nek             |                            | Frits Wiersma             | Barend Gebuis             |
| 1917                      | Voorthuizen                                     | Jorinus van der Wiel      |                            | Piet Ikelaar              | Evert van Grafhorst       |
| 1918                      | Harderwijk                                      | Jorinus van der Wiel      |                            | Frans Rutten              | D. Wouters                |
| 1919                      | Soesterberg                                     | Frits Wiersma             |                            | Jorinus van der Wiel      | Gerrit Waldner            |
| 1920                      | Soesterberg                                     | Frits Wiersma             |                            | Piet Ikelaar              | Jan W. de Vries           |
| 1921                      | Soesterberg                                     | Jorinus van der Wiel      |                            | Evert van Grafhorst       | Piet Ikelaar              |
| 1922                      | Arnhem                                          | Herman Nankman            |                            | Jan van der Stel          | H. Datema                 |
| 1923                      | Soesterberg                                     | Piet Ikelaar              |                            | Jan Bekkering             | Johan van Melis           |
| 1924                      | Soesterberg                                     | Piet Ikelaar              |                            | Gerard Vreeswijk          | Jorinus van der Wiel      |
| 1925                      | Apeldoorn                                       | Jorinus van der Wiel      |                            | Piet Ikelaar              | Joep Franssen             |
| 1926                      | Amsterdam                                       | Klaas van Nek             |                            | Jorinus van der Wiel      | Frans van Wijk            |
| 1927                      | Arnhem                                          | Joep Franssen             |                            | Jan van Rooy              | Gerrit van den Berg       |
| KNWU-kampioenschappen     |                                                 |                           |                            |                           |                           |
| 1928                      | Arnhem                                          | Hans Bockkom              |                            | August Ramakers           | Jan van Rooy              |
| 1929                      | Heerlen                                         | Hans Bockkom              |                            | Marten van Hal            | -                         |
| 1930                      | Arnhem                                          | Janus Braspennincx        |                            | Jo Anspach                | -                         |
| 1931                      | Arnhem                                          | Cesar Bogaert             |                            | Abraham Ranschaart        | Abraham Polak             |
| 1932                      | Arnhem                                          | Marinus Valentijn         |                            | Thijs van Oers            | -                         |
| 1933                      | Arnhem                                          | Thijs van Oers            |                            | Cesar Bogaert             | Marinus Valentijn         |
| 1934                      | Hoogerheide                                     | Cesar Bogaert             |                            | Gerrit van der Ruit       | Willem Cober              |
| 1935                      | Hoogerheide                                     | Marinus Valentijn         |                            | Cees Heeren               | Alfons Stuyts             |
| 1936                      | Hoogerheide                                     | Kees Pellenaars           |                            | Louis van Schijndel       | Jan Gommers               |
| 1937                      | Valkenburg                                      | John Braspennincx         |                            | Jan Verveer               | Fred Mostard              |
| 1938                      | Valkenburg                                      | Theo Middelkamp           |                            | Gerrit Schulte            | Marinus Valentijn         |
| 1939                      | Valkenburg                                      | Janus Hellemons           |                            | Arie Overweel             | Willem Reuter             |
| 1940                      | Circuit Park Zandvoort                          | Louis Motké               |                            | Piet van Nek jr.          | Willem Reuter             |
| 1941                      | Circuit Park Zandvoort                          | Louis Motké               |                            | Aad van Amsterdam         | Cees Joossen              |
| 1942                      | Valkenburg                                      | John Braspennincx         |                            | Cor Bakker                | Huub Sijen                |
| 1943                      | Valkenburg                                      | Theo Middelkamp           |                            | Cees Joossen              | Frans van de Zande        |
| 1944                      | Valkenburg                                      | Gerrit Schulte            |                            | Huub Sijen                | Theo Middelkamp           |
| 1945                      | Valkenburg                                      | Theo Middelkamp           |                            | Toon Steenbakkers         | Wim de Ruyter             |
| 1946                      | Valkenburg                                      | Bouk Schellingerhoudt     |                            | Theo Middelkamp           | Huub Sijen                |
| 1947                      | Valkenburg                                      | Sjef Janssen              | Magneet                    | Gerrit Schulte            | Frans Pauwels             |
| 1948                      | Valkenburg                                      | Gerrit Schulte            | Dilecta-J.B. Louvet-Wolber | Huub Sijen                | Theo Middelkamp           |
| 1949                      | Valkenburg                                      | Sjef Janssen              | Amefa N.V.                 | Wim van Est               | Gerrit Voorting           |
| 1950                      | Valkenburg                                      | Gerrit Schulte            | Ceylon                     | Wout Wagtmans             | Sjef Janssen              |
| 1951                      | Valkenburg                                      | Hans Dekkers              | Locomotief-Wego            | Wim van Est               | Wout Wagtmans             |
| 1952                      | Valkenburg                                      | Hans Dekkers              | Locomotief-Wego            | Wim van Est               | Wout Wagtmans             |
| 1953                      | Valkenburg                                      | Gerrit Schulte            | Garin                      | Wim van Est               | Wout Wagtmans             |
| 1954                      | Valkenburg                                      | Adri Voorting             | Locomotief-Vredestein      | Wout Wagtmans             | Gerrit Voorting           |
| 1955                      | Valkenburg                                      | Thijs Roks                | Locomotief-Vredestein      | Hein van Breenen          | Wout Wagtmans             |
| 1956                      | Valkenburg                                      | Wim van Est               | Locomotief-Vredestein      | Leo van der Pluym         | Aren van 't Hof           |
| 1957                      | Valkenburg                                      | Wim van Est               | Locomotief-Vredestein      | Jules Maenen              | Jef Lahaye                |
| 1958                      | Valkenburg, Berg en Dal, Circuit Park Zandvoort | Jef Lahaye                | Eroba-Vredestein           | Mies Stolker              | Gerrit Voorting           |
| 1959                      | Beek, Circuit Park Zandvoort                    | Piet Damen                | Locomotief-Vredestein      | Bram Kool                 | Joop Captein              |
| 1960                      | Beek, Chaam, Circuit Park Zandvoort             | Bas Maliepaard            | Saint Raphael-Geminiani    | Ab Geldermans             | Antoon van der Steen      |
| 1961                      | Beek, Circuit Park Zandvoort                    | Bas Maliepaard            | Saint Raphael-Geminiani    | Jacques van der Klundert  | Mies Stolker              |
| 1962                      | Beek                                            | Ab Geldermans             | Saint-Raphael-Helyett      | Jo de Roo                 | Piet Rentmeester          |
| 1963                      | Circuit Park Zandvoort                          | Peter Post                | Amstel Bier                | Dick Groeneweg            | Lex van Kreuningen        |
| 1964                      | Beek                                            | Jo de Roo                 | Saint Raphael-Gitane       | Cees Haast                | Rik Wouters               |
| 1965                      | Beek                                            | Jo de Roo                 | Televizier                 | Arie den Hartog           | Leo Knops                 |
| 1966                      | Beek                                            | Gerben Karstens           | TeleVizier-Batavus         | Cees Haast                | Henk Nijdam               |
| 1967                      | Beek                                            | geen winnaar              |                            | Jo de Roo                 | Wim Schepers              |
| 1968                      | Beek                                            | Evert Dolman              | Smith's                    | Harm Ottenbros            | Jan Harings               |
| 1969                      | Beek                                            | Jacques Frijters          | Mann-Grundig               | Evert Dolman              | Gerben Karstens           |
| 1970                      | Helmond                                         | Peter Kisner              | Goldor-Fryns               | Harrie Jansen             | Jos van der Vleuten       |
| 1971                      | Valkenburg                                      | Joop Zoetemelk            | Flandria-Mars              | Wim Prinsen               | Gerben Karstens           |
| 1972                      | Valkenburg                                      | Tino Tabak                | Goudsmit-Hoff              | Joop Zoetemelk            | Rini Wagtmans             |
| 1973                      | Valkenburg                                      | Joop Zoetemelk            | Gitane                     | Ben Janbroers             | Gerben Karstens           |
| 1974                      | Hoogerheide                                     | Cees Priem                | Frisol                     | Gerard Vianen             | Nidi den Hertog           |
| 1975                      | Hoogerheide                                     | Hennie Kuiper             | Frisol                     | Bert Pronk                | Joop Zoetemelk            |
| 1976                      | Simpelveld                                      | Jan Raas                  | TI-Raleigh                 | Aad van den Hoek          | Hennie Kuiper             |
| 1977                      | Beek                                            | Fedor den Hertog          | Frisol                     | Jan Krekels               | Gerrie Knetemann          |
| 1978                      | Beek                                            | Henk Lubberding           | TI-Raleigh                 | Jan Raas                  | Piet van Katwijk          |
| 1979                      | Geulle                                          | Henk Lubberding           | TI-Raleigh                 | Joop Zoetemelk            | Jan Raas                  |
| 1980                      | Geulle                                          | Johan van der Velde       | TI-Raleigh                 | Jos Schipper              | Theo de Rooij             |
| 1981                      | Geulle                                          | Jacques Hanegraaf         | TI-Raleigh                 | Gerrie Knetemann          | Adrie van der Poel        |
| 1982                      | Geulle                                          | Johan van der Velde       | TI-Raleigh                 | Peter Winnen              | Joop Zoetemelk            |
| 1983                      | Geulle                                          | Jan Raas                  | TI-Raleigh                 | Henk Lubberding           | Adrie van der Poel        |
| 1984                      | Geulle                                          | Jan Raas                  | Kwantum Hallen-Yoko        | Henk Lubberding           | Johan van der Velde       |
| 1985                      | Geulle                                          | Jacques Hanegraaf         | Kwantum Hallen-Yoko        | Gerard Veldscholten       | Jacques van Meer          |
| 1986                      | Geulle                                          | Jos Lammertink            | Panasonic                  | Nico Verhoeven            | Peter Stevenhaagen        |
| 1987                      | Geulle                                          | Adrie van der Poel        | PDM-Concorde               | Gerrit Solleveld          | Theo de Rooij             |
| 1988                      | Rheden                                          | Peter Pieters             | TVM-Van Schilt             | Adrie van der Poel        | Teun van Vliet            |
| 1989                      | Rheden                                          | Frans Maassen             | Superconfex-Yoko           | Johan Lammerts            | Maarten Ducrot            |
| 1990                      | Meerssen                                        | Peter Winnen              | Buckler                    | Steven Rooks              | Henri Manders             |
| 1991                      | Meerssen                                        | Steven Rooks              | Buckler                    | Gert-Jan Theunisse        | Erik Breukink             |
| 1992                      | Meerssen                                        | Tristan Hoffman           | TVM                        | Jan Siemons               | Erik Breukink             |
| 1993                      | Meerssen                                        | Erik Breukink             | ONCE                       | Steven Rooks              | Frans Maassen             |
| 1994                      | Meerssen                                        | Steven Rooks              | TVM                        | Gert-Jan Theunisse        | Marco Vermey              |
| 1995                      | Meerssen                                        | Servais Knaven            | TVM                        | Danny Nelissen            | Maarten den Bakker        |
| 1996                      | Meerssen                                        | Maarten den Bakker        | TVM                        | Bart Voskamp              | Erik Dekker               |
| 1997                      | Meerssen                                        | Michael Boogerd           | Rabobank                   | Erik Breukink             | Servais Knaven            |
| 1998                      | Meerssen                                        | Michael Boogerd           | Rabobank                   | Tristan Hoffman           | Léon van Bon              |
| 1999                      | Gulpen                                          | Maarten den Bakker        | Rabobank                   | Servais Knaven            | Raymond Meijs             |
| 2000                      | Gulpen                                          | Léon van Bon              | Rabobank                   | Koos Moerenhout           | Erik Dekker               |
| 2001                      | Nijmegen                                        | Jans Koerts               | Mercury-Viatel             | Rudi Kemna                | Louis de Koning           |
| 2002                      | Nijmegen                                        | Stefan van Dijk           | Lotto-Adecco               | Rudi Kemna                | Max van Heeswijk          |
| 2003                      | Rotterdam                                       | Rudi Kemna                | Bankgiroloterij            | Stefan van Dijk           | Max van Heeswijk          |
| 2004                      | Rotterdam                                       | Erik Dekker               | Rabobank                   | Koos Moerenhout           | Arthur Farenhout          |
| 2005                      | Rotterdam                                       | Léon van Bon              | Davitamon-Lotto            | Steven de Jongh           | Max van Heeswijk          |
| 2006                      | Maastricht                                      | Michael Boogerd           | Rabobank                   | Sebastian Langeveld       | Karsten Kroon             |
| 2007                      | Maastricht-Margraten                            | Koos Moerenhout           | Rabobank                   | Sebastian Langeveld       | Maarten den Bakker        |
| 2008                      | Ootmarsum                                       | Lars Boom                 | Rabobank CT                | Koos Moerenhout           | Steven de Jongh           |
| 2009                      | Landgraaf                                       | Koos Moerenhout           | Rabobank                   | Kenny van Hummel          | Joost van Leijen          |
| 2010                      | Beek                                            | Niki Terpstra             | Team Milram                | Pieter Weening            | Lars Boom                 |
| 2011                      | Ootmarsum                                       | Pim Ligthart              | Vacansoleil-DCM            | Bram Tankink              | Reinier Honig             |
| 2012                      | Kerkrade                                        | Niki Terpstra             | Omega Pharma-Quickstep     | Lars Boom                 | Bert-Jan Lindeman         |
| 2013                      | Kerkrade                                        | Johnny Hoogerland         | Vacansoleil-DCM            | Tom Dumoulin              | Sebastian Langeveld       |
| 2014                      | Ootmarsum                                       | Sebastian Langeveld       | Garmin Sharp               | Niki Terpstra             | Wesley Kreder             |
| 2015                      | Emmen                                           | Niki Terpstra             | Etixx-Quick Step           | Ramon Sinkeldam           | Danny van Poppel          |
| 2016                      | Ouddorp                                         | Dylan Groenewegen         | Team LottoNL-Jumbo         | Wouter Wippert            | Wim Stroetinga            |
| 2017                      | Montferland                                     | Ramon Sinkeldam           | Team Sunweb                | Wouter Wippert            | Dylan Groenewegen         |
| 2018                      | Hoogerheide                                     | Mathieu van der Poel      | Corendon-Circus            | Danny van Poppel          | Ramon Sinkeldam           |
| 2019                      | Ede                                             | Fabio Jakobsen            | Deceuninck–Quick-Step      | Moreno Hofland            | Bas van der Kooij         |
| 2020                      | Wijster                                         | Mathieu van der Poel      | Alpecin-Fenix              | Nils Eekhoff              | Timo Roosen               |
| 2021                      | Wijster                                         | Timo Roosen               | Team Jumbo-Visma           | Sjoerd Bax                | Oscar Riesebeek           |
| 2022                      | Wijster                                         | Pascal Eenkhoorn          | Team Jumbo-Visma           | Daan Hoole                | Taco van der Hoorn        |
| 2023                      | Sittard                                         | Dylan van Baarle          | Team Jumbo-Visma           | Olav Kooij                | Mathieu van der Poel      |
| 2024                      | Arnhem                                          | Dylan Groenewegen         | Team Jayco AlUla           | Olav Kooij                | Ramon Sinkeldam           |
| 2025                      | Ede                                             | Danny van Poppel          | Red Bull-BORA-hansgrohe    | Olav Kooij                | Dylan Groenewegen         |
| 2028                      | Valkenburg                                      |                           |                            |                           |                           |

### Individuele tijdrit mannen

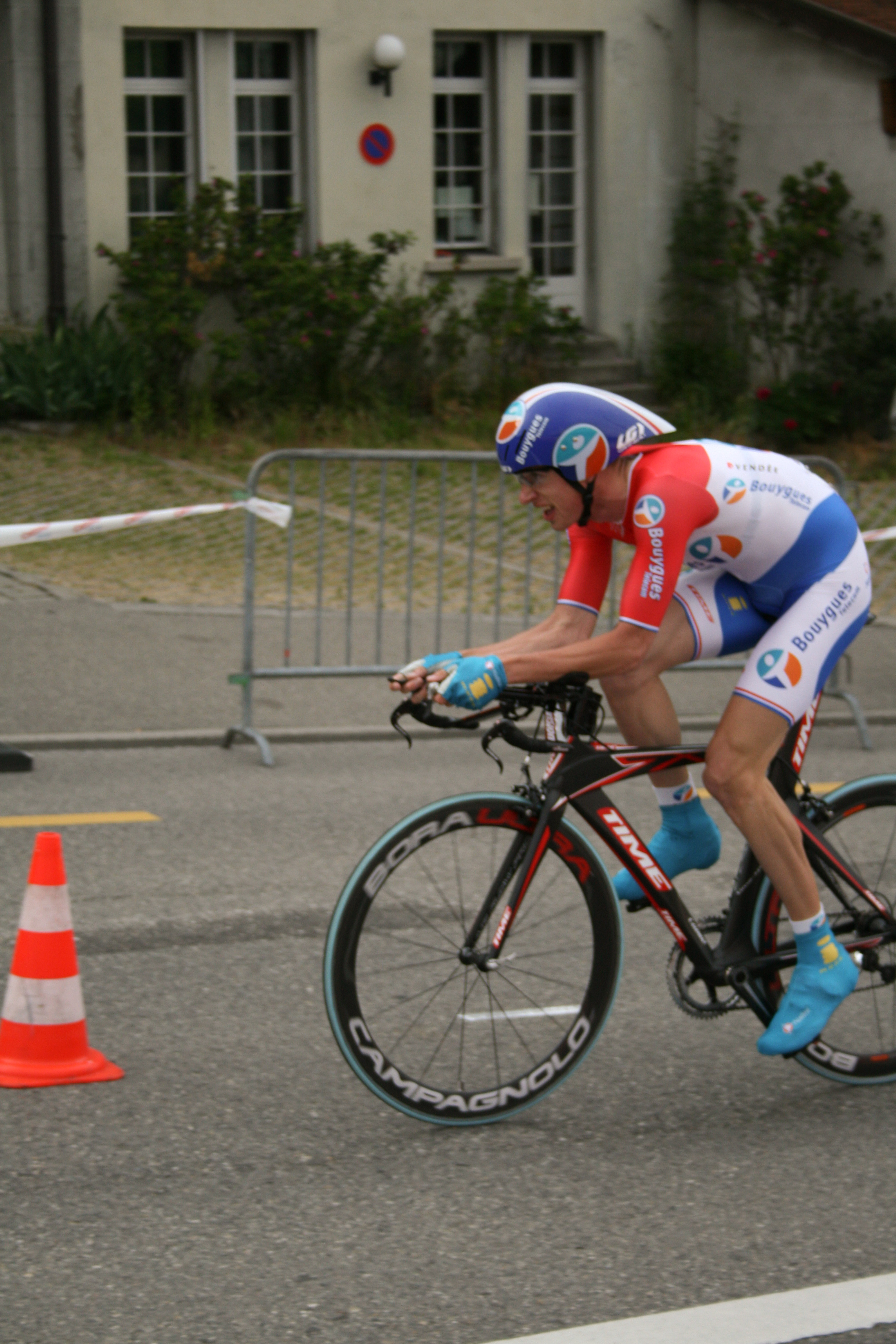
Stef Clement won in 2006, 2007, 2009 en 2011.

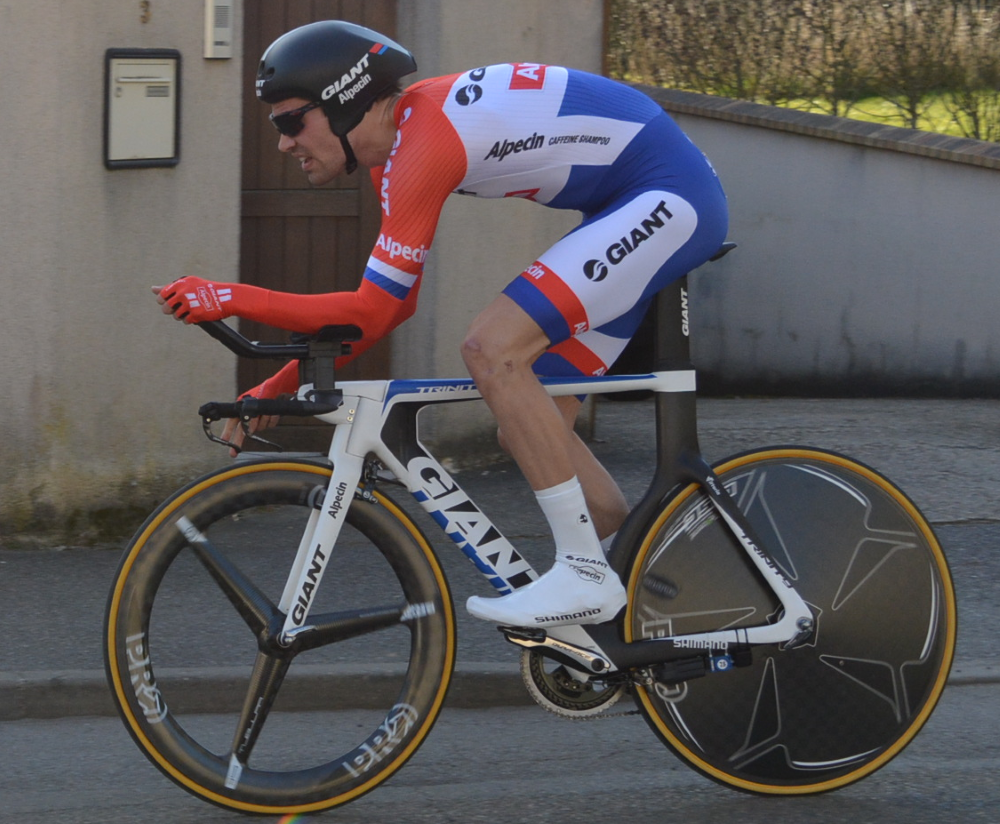
Tom Dumoulin won in 2014, 2016, 2017 en 2021.

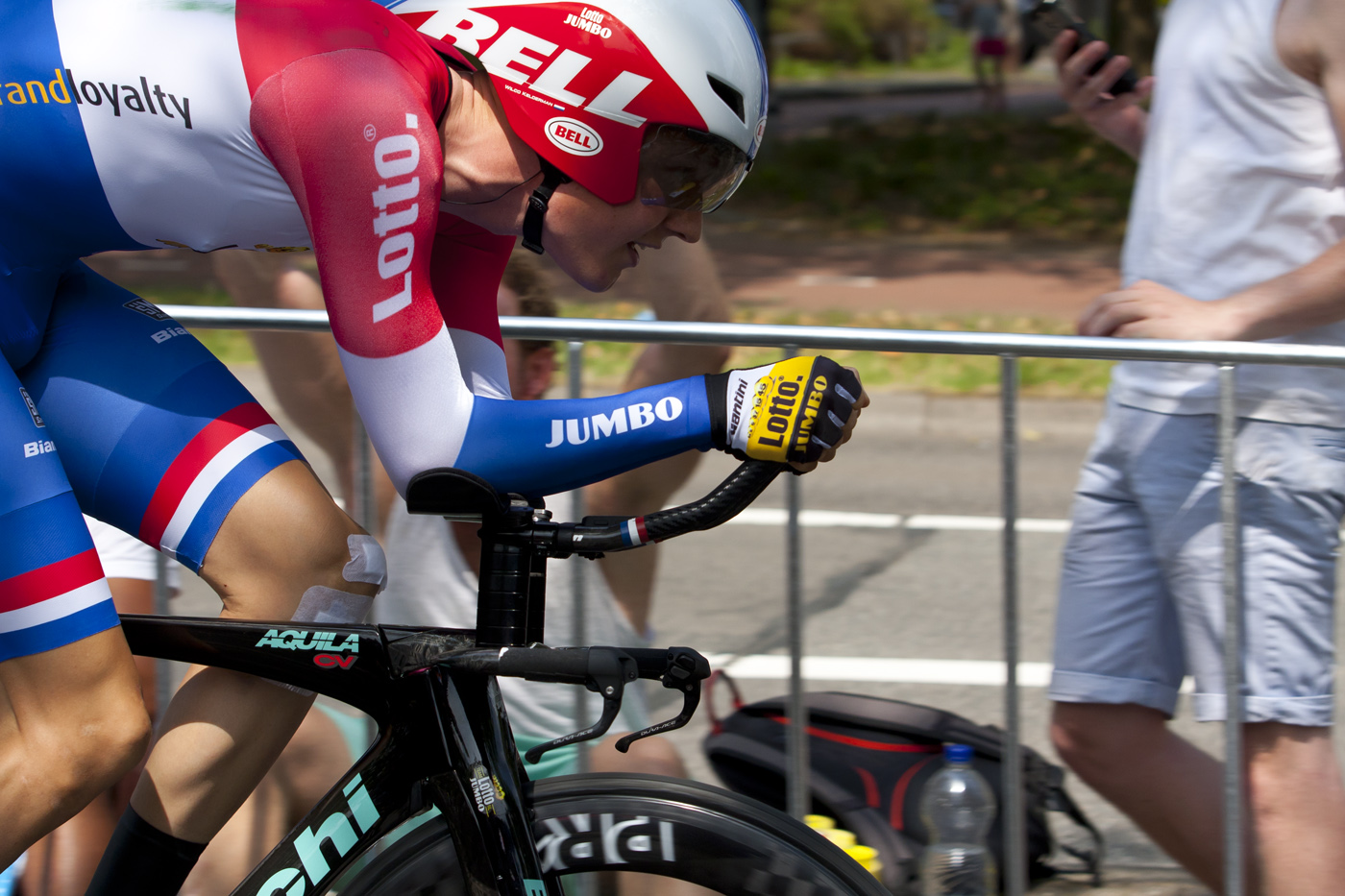
Wilco Kelderman won in 2015.

| Jaar | Goud                                | Zilver                              | Brons                               |
| ---- | ----------------------------------- | ----------------------------------- | ----------------------------------- |
| 1991 | Bart Voskamp                        | Léon van Bon                        | Servais Knaven                      |
| 1992 | Arnold Stam                         | Patrick van Dijken                  | Jos Wolfkamp                        |
| 1993 | Jos Wolfkamp                        | Jaap ten Kortenaar                  | Pelle Kil                           |
| 1994 | Mario Gutte                         | Jos Wolfkamp                        | Jaap ten Kortenaar                  |
| 1995 | Erik Breukink                       | Frans Maassen                       | Patrick van Dijken                  |
| 1996 | Erik Dekker                         | Danny Nelissen                      | Jelle Nijdam                        |
| 1997 | Erik Breukink                       | Erik Dekker                         | Servais Knaven                      |
| 1998 | Patrick Jonker                      | Servais Knaven                      | Wilco Zuijderwijk                   |
| 1999 | Bart Voskamp                        | Erik Dekker                         | Renger Ypenburg                     |
| 2000 | Erik Dekker                         | Servais Knaven                      | Maarten den Bakker                  |
| 2001 | Bart Voskamp                        | Remco van der Ven                   | Jan van Velzen                      |
| 2002 | Erik Dekker                         | Servais Knaven                      | Paul van Schalen                    |
| 2003 | Maarten den Bakker                  | Bart Voskamp                        | Servais Knaven                      |
| 2004 | Thomas Dekker                       | Joost Posthuma                      | Bart Voskamp                        |
| 2005 | Thomas Dekker                       | Erik Dekker                         | Michiel Elijzen                     |
| 2006 | Stef Clement                        | Erik Dekker                         | Joost Posthuma                      |
| 2007 | Stef Clement                        | Michiel Elijzen                     | Rick Flens                          |
| 2008 | Lars Boom                           | Joost Posthuma                      | Koen de Kort                        |
| 2009 | Stef Clement                        | Koos Moerenhout                     | Rick Flens                          |
| 2010 | Jos van Emden                       | Koos Moerenhout                     | Lieuwe Westra                       |
| 2011 | Stef Clement                        | Jens Mouris                         | Martijn Keizer                      |
| 2012 | Lieuwe Westra                       | Lars Boom                           | Niki Terpstra                       |
| 2013 | Lieuwe Westra                       | Niki Terpstra                       | Tom Dumoulin                        |
| 2014 | Tom Dumoulin                        | Sebastian Langeveld                 | Jos van Emden                       |
| 2015 | Wilco Kelderman                     | Rick Flens                          | Jos van Emden                       |
| 2016 | Tom Dumoulin                        | Jos van Emden                       | Wilco Kelderman                     |
| 2017 | Tom Dumoulin                        | Stef Clement                        | Robert Gesink                       |
| 2018 | Dylan van Baarle                    | Niki Terpstra                       | Wilco Kelderman                     |
| 2019 | Jos van Emden                       | Sebastian Langeveld                 | Dylan van Baarle                    |
| 2020 | niet gehouden i.v.m. coronapandemie | niet gehouden i.v.m. coronapandemie | niet gehouden i.v.m. coronapandemie |
| 2021 | Tom Dumoulin                        | Sebastian Langeveld                 | Koen Bouwman                        |
| 2022 | Bauke Mollema                       | Tom Dumoulin                        | Daan Hoole                          |
| 2023 | Jos van Emden                       | Daan Hoole                          | Sjoerd Bax                          |
| 2024 | Daan Hoole                          | Mick van Dijke                      | Sjoerd Bax                          |
| 2025 | Daan Hoole                          | Dylan van Baarle                    | Axel van der Tuuk                   |

### Wegwedstrijd vrouwen

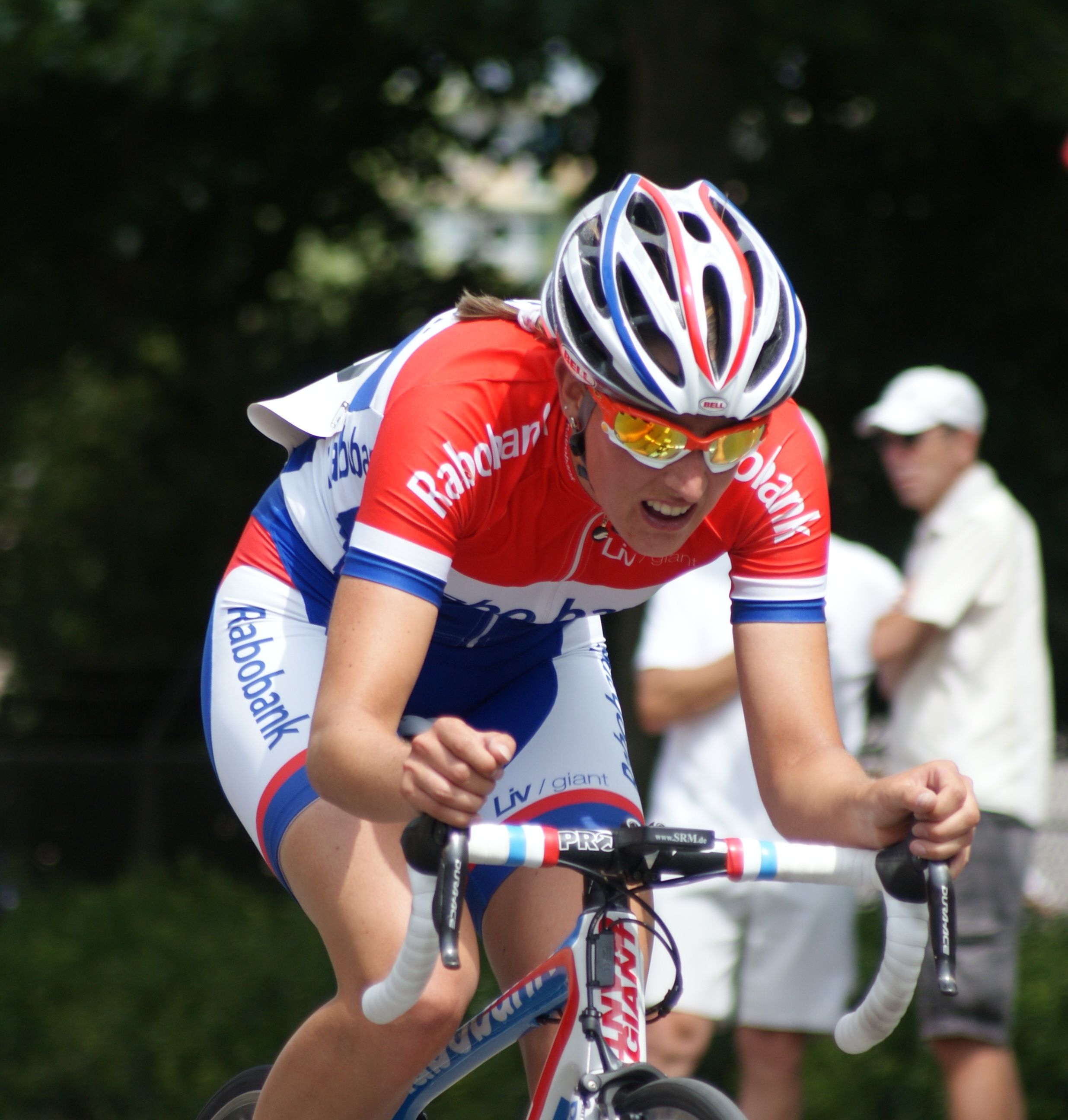
Lucinda Brand won in 2013 en 2015.

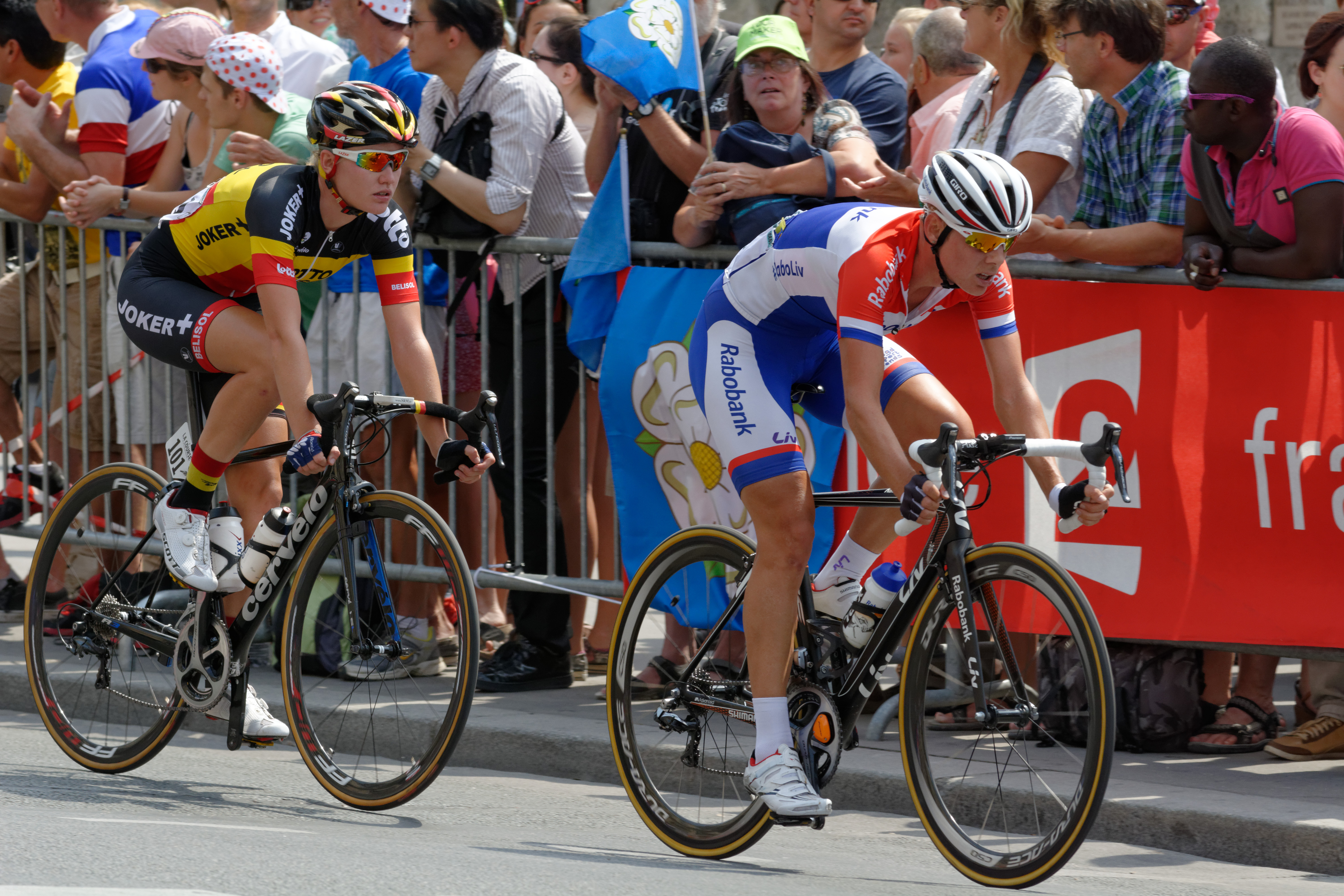
Iris Slappendel won in 2014.

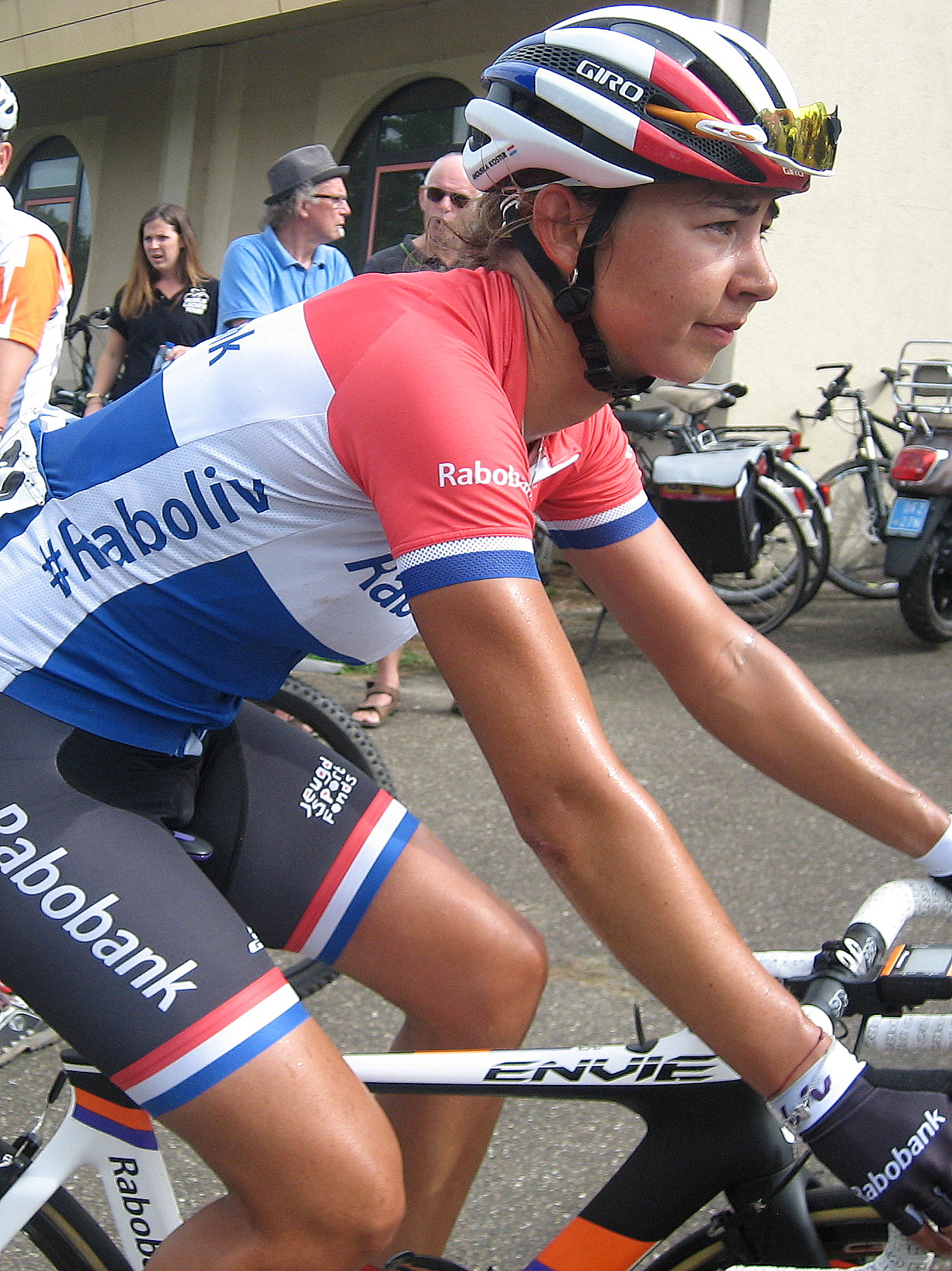
Anouska Koster won in 2016.

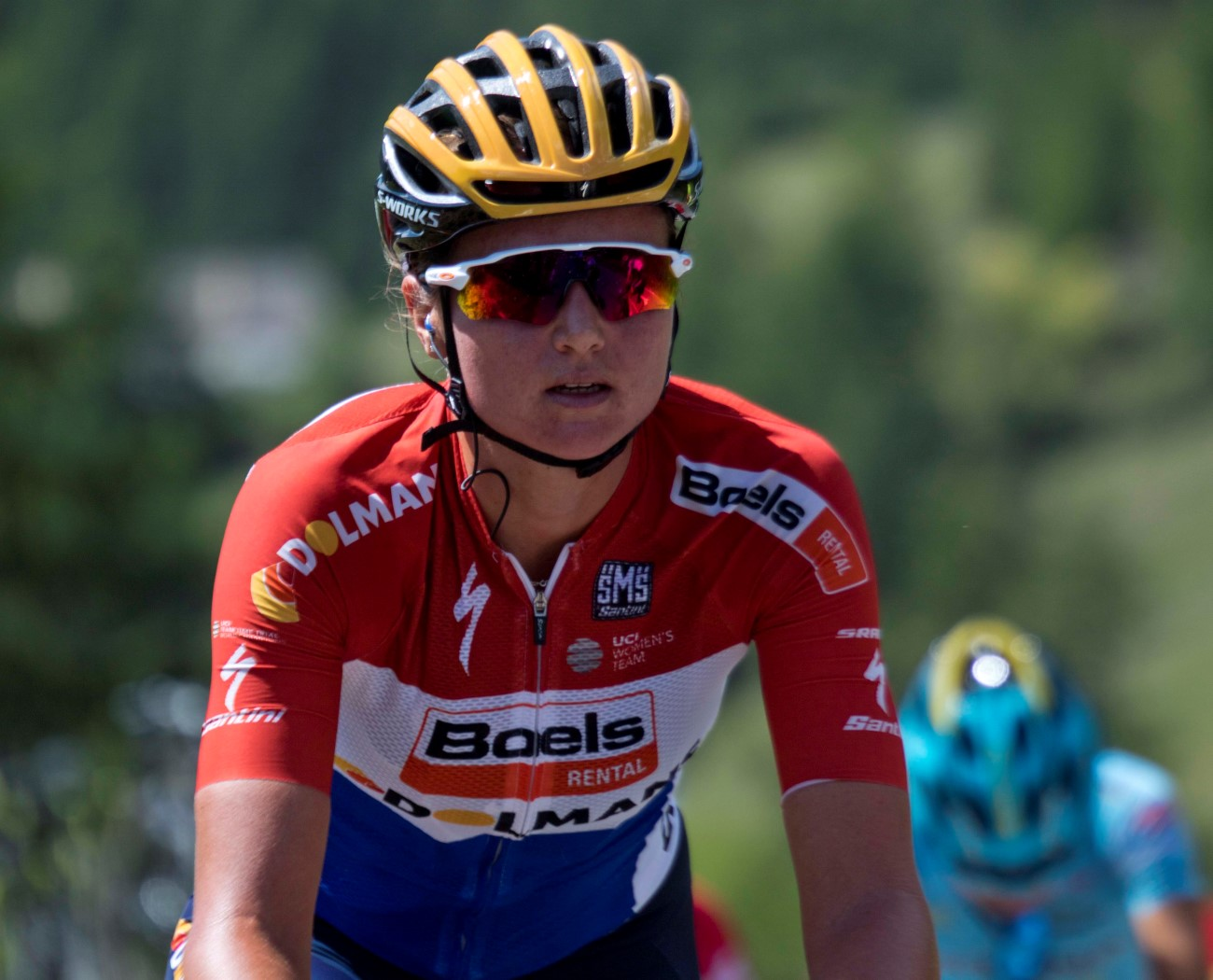
Chantal Blaak won in 2017, 2018 en 2024.

Vanaf 1965 wordt het Nederlands kampioenschap voor vrouwen verreden. Recordhoudster is Keetie van Oosten-Hage met negen overwinningen, waarvan acht op een rij. Zij volgde haar zus Bella Hage op, die de drie edities ervoor won. Leontien Zijlaard-van Moorsel won in totaal zeven keer en Marianne Vos vier keer.

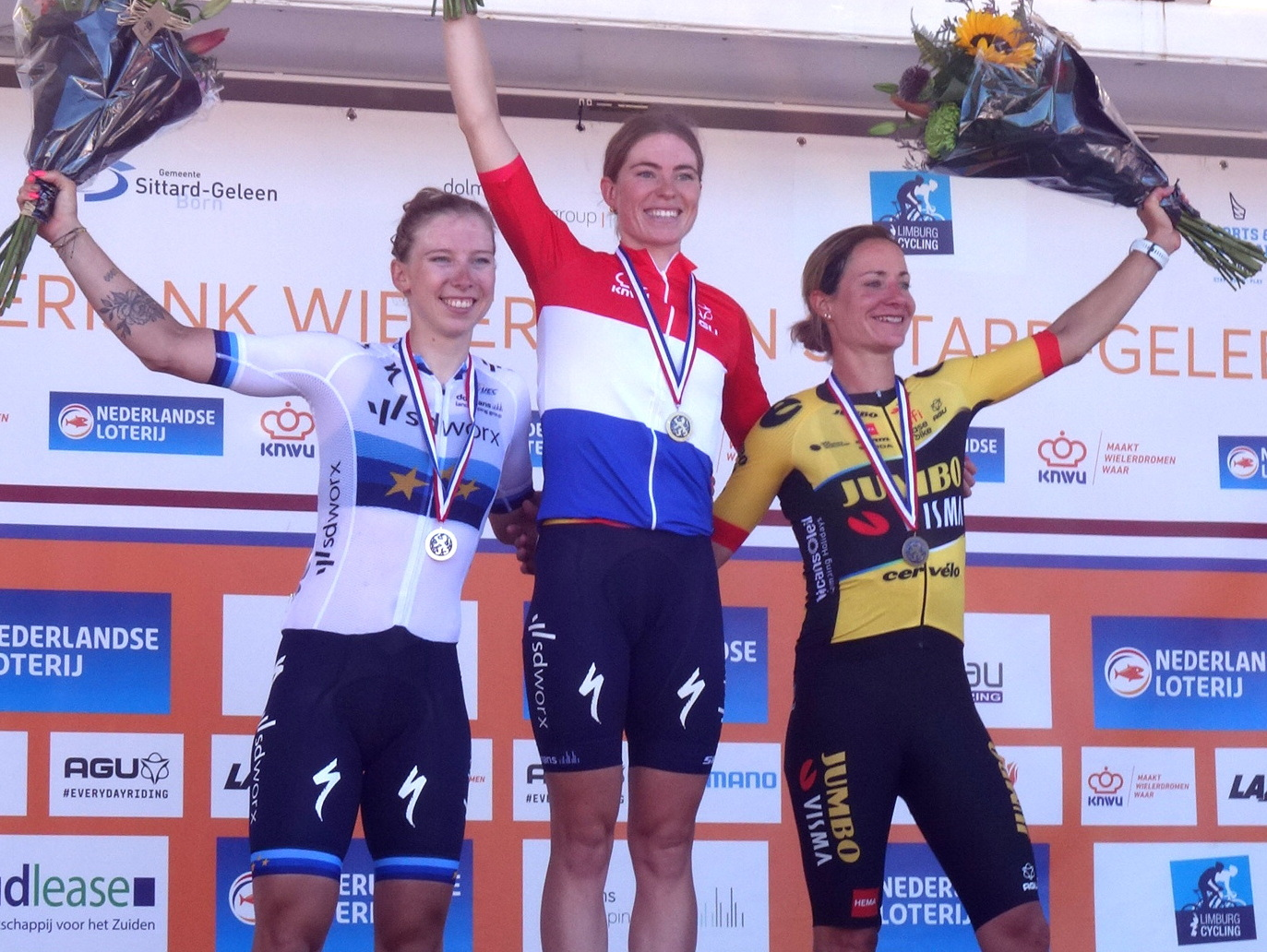
Demi Vollering op het podium in 2023.

| Jaar | Goud                          | Zilver                        | Brons                       |
| ---- | ----------------------------- | ----------------------------- | --------------------------- |
| 1965 | Ineke van IJken               | Bella Hage                    | Alie Zijlmans               |
| 1966 | Bella Hage                    | Keetie van Oosten-Hage        | Jannie Jonkers              |
| 1967 | Bella Hage                    | Hennie Faber-Hondeveld        | Keetie van Oosten-Hage      |
| 1968 | Bella van der Spiegel-Hage    | Hennie Faber-Hondeveld        | Truus Smulders              |
| 1969 | Keetie van Oosten-Hage        | Hennie Faber-Hondeveld        | Truus Smulders              |
| 1970 | Keetie van Oosten-Hage        | Hennie Faber-Hondeveld        | Bella van der Spiegel-Hage  |
| 1971 | Keetie van Oosten-Hage        | Hennie Faber-Hondeveld        | Truus Smulders              |
| 1972 | Keetie van Oosten-Hage        | Bella van der Spiegel-Hage    | Minnie Brinkhof-Nieuwenhuis |
| 1973 | Keetie van Oosten-Hage        | Willy Kwantes                 | Truus van der Plaat         |
| 1974 | Keetie van Oosten-Hage        | Minnie Brinkhof-Nieuwenhuis   | Willy Kwantes               |
| 1975 | Keetie van Oosten-Hage        | Gré Knetemann-Donker          | Truus van der Plaat         |
| 1976 | Keetie van Oosten-Hage        | Tineke Fopma                  | Annie Weegberg              |
| 1977 | Nita van Vliet                | Nel Streef                    | Agnes Koeman-van Helvoirt   |
| 1978 | Keetie van Oosten-Hage        | Bella van der Spiegel-Hage    | Truus van der Plaat         |
| 1979 | Tineke Fopma                  | Hennie Top                    | Keetie van Oosten-Hage      |
| 1980 | Hennie Top                    | Leontien van der Lienden      | Mary Barendregt             |
| 1981 | Hennie Top                    | Tineke Fopma                  | Leontien van der Lienden    |
| 1982 | Hennie Top                    | Leontien van der Lienden      | Wil Bezemer                 |
| 1983 | Thea van Rijnsoever           | Mieke Havik                   | Leontien van der Lienden    |
| 1984 | Connie Meijer                 | Leontien van der Lienden      | Hennie Top                  |
| 1985 | Thea van Rijnsoever           | Heleen Hage                   | Hanneke Lieverse            |
| 1986 | Heleen Hage                   | Mieke Havik                   | Thea van Rijnsoever         |
| 1987 | Mieke Havik                   | Jolanda Cools-van Dongen      | Karin Schuitema             |
| 1988 | Monique Knol                  | Leontien van Moorsel          | Cyntha Lutke Schipholt      |
| 1989 | Leontien van Moorsel          | Petra Groen                   | Astrid Donkersloot          |
| 1990 | Leontien van Moorsel          | Agnes Loohuis-Damveld         | Manon de Rooy               |
| 1991 | Petra de Boer-Grimbergen      | Monique Knol                  | Leontien van Moorsel        |
| 1992 | Leontien van Moorsel          | Petra de Boer-Grimbergen      | Monique Knol                |
| 1993 | Leontien van Moorsel          | Daniëlle Overgaag             | Elsbeth van Rooy-Vink       |
| 1994 | Yvonne Brunen                 | Elsbeth van Rooy-Vink         | Edith Klep-Moerenhout       |
| 1995 | Yvonne Brunen                 | Margaretha Groen              | Maria Jongeling             |
| 1996 | Yvonne Brunen                 | Meike de Bruyn                | Ingrid Haringa              |
| 1997 | Nicole Vermast                | Yvonne Brunen                 | Edith Klep-Moerenhout       |
| 1998 | Leontien Zijlaard-van Moorsel | Chantal Beltman               | Wendy Kramp                 |
| 1999 | Leontien Zijlaard-van Moorsel | Mirjam Melchers-van Poppel    | Yvonne Brunen               |
| 2000 | Mirjam Melchers-van Poppel    | Leontien Zijlaard-van Moorsel | Chantal Beltman             |
| 2001 | Sissy van Alebeek             | Bertine Spijkerman            | Martine Bras                |
| 2002 | Arenda Grimberg               | Leontien Zijlaard-van Moorsel | Mirjam Melchers-van Poppel  |
| 2003 | Suzanne de Goede              | Christine Mos                 | Esther van der Helm         |
| 2004 | Leontien Zijlaard-van Moorsel | Chantal Beltman               | Loes Markerink              |
| 2005 | Janneke Vos                   | Sharon van Essen              | Josephine Groenveld         |
| 2006 | Marianne Vos                  | Sharon van Essen              | Suzanne de Goede            |
| 2007 | Marlijn Binnendijk            | Marianne Vos                  | Suzanne de Goede            |
| 2008 | Marianne Vos                  | Mirjam Melchers-van Poppel    | Regina Bruins               |
| 2009 | Marianne Vos                  | Chantal Blaak                 | Andrea Bosman               |
| 2010 | Loes Gunnewijk                | Marianne Vos                  | Irene van den Broek         |
| 2011 | Marianne Vos                  | Irene van den Broek           | Chantal Blaak               |
| 2012 | Annemiek van Vleuten          | Marianne Vos                  | Lucinda Brand               |
| 2013 | Lucinda Brand                 | Marianne Vos                  | Annemiek van Vleuten        |
| 2014 | Iris Slappendel               | Lucinda Brand                 | Marianne Vos                |
| 2015 | Lucinda Brand                 | Amy Pieters                   | Annemiek van Vleuten        |
| 2016 | Anouska Koster                | Janneke Ensing                | Marianne Vos                |
| 2017 | Chantal Blaak                 | Anouska Koster                | Floortje Mackaij            |
| 2018 | Chantal Blaak                 | Amy Pieters                   | Marianne Vos                |
| 2019 | Lorena Wiebes                 | Marianne Vos                  | Amy Pieters                 |
| 2020 | Anna van der Breggen          | Annemiek van Vleuten          | Anouska Koster              |
| 2021 | Amy Pieters                   | Nancy van der Burg            | Karlijn Swinkels            |
| 2022 | Riejanne Markus               | Shirin van Anrooij            | Lorena Wiebes               |
| 2023 | Demi Vollering                | Lorena Wiebes                 | Marianne Vos                |
| 2024 | Chantal van den Broek-Blaak   | Mischa Bredewold              | Nina Kessler                |
| 2025 | Lorena Wiebes                 | Charlotte Kool                | Nienke Veenhoven            |

### Individuele tijdrit vrouwen

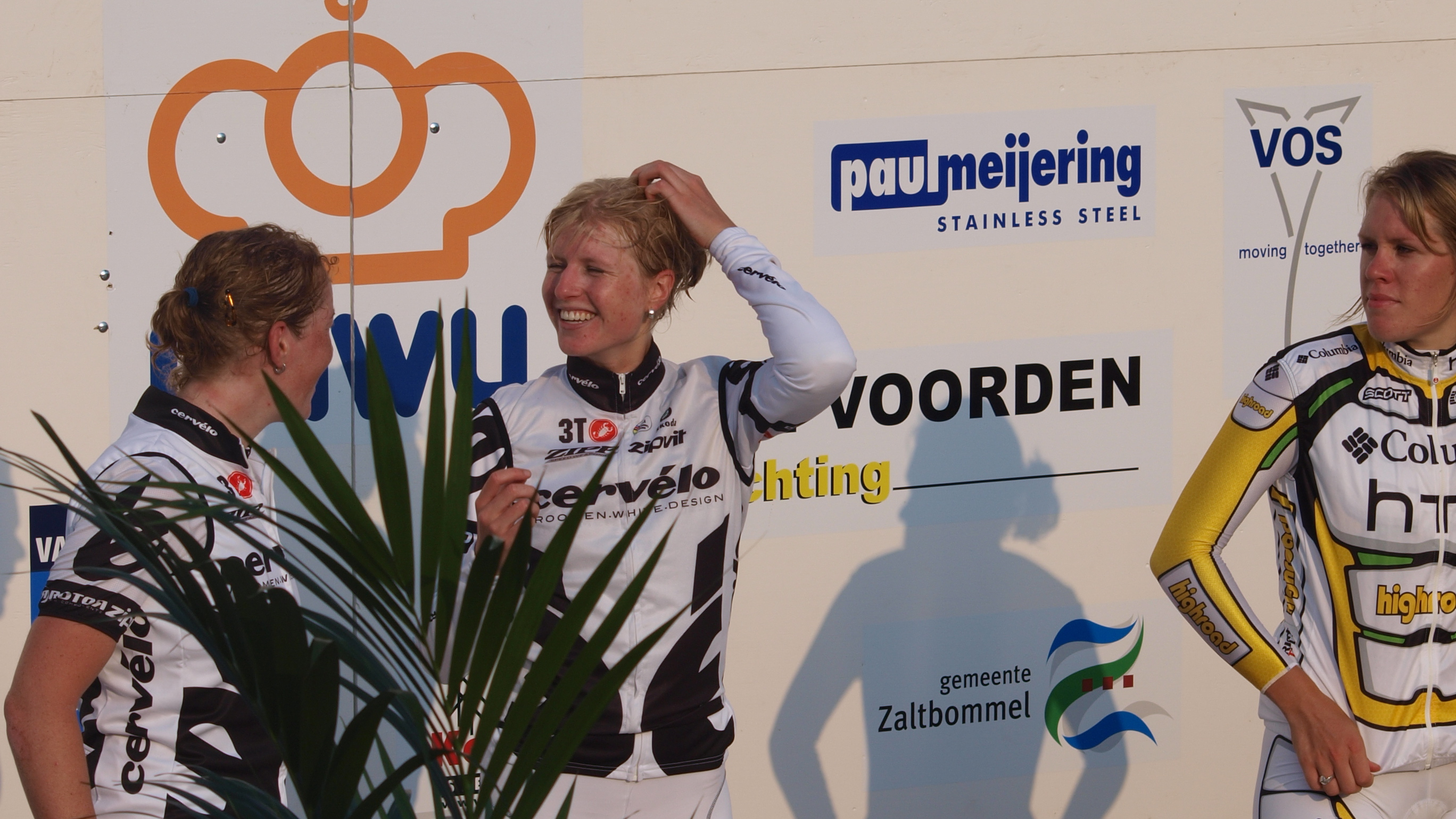
Podium in 2009: 1. Regina Bruins, 2. Kirsten Wild, 3. Ellen van Dijk.

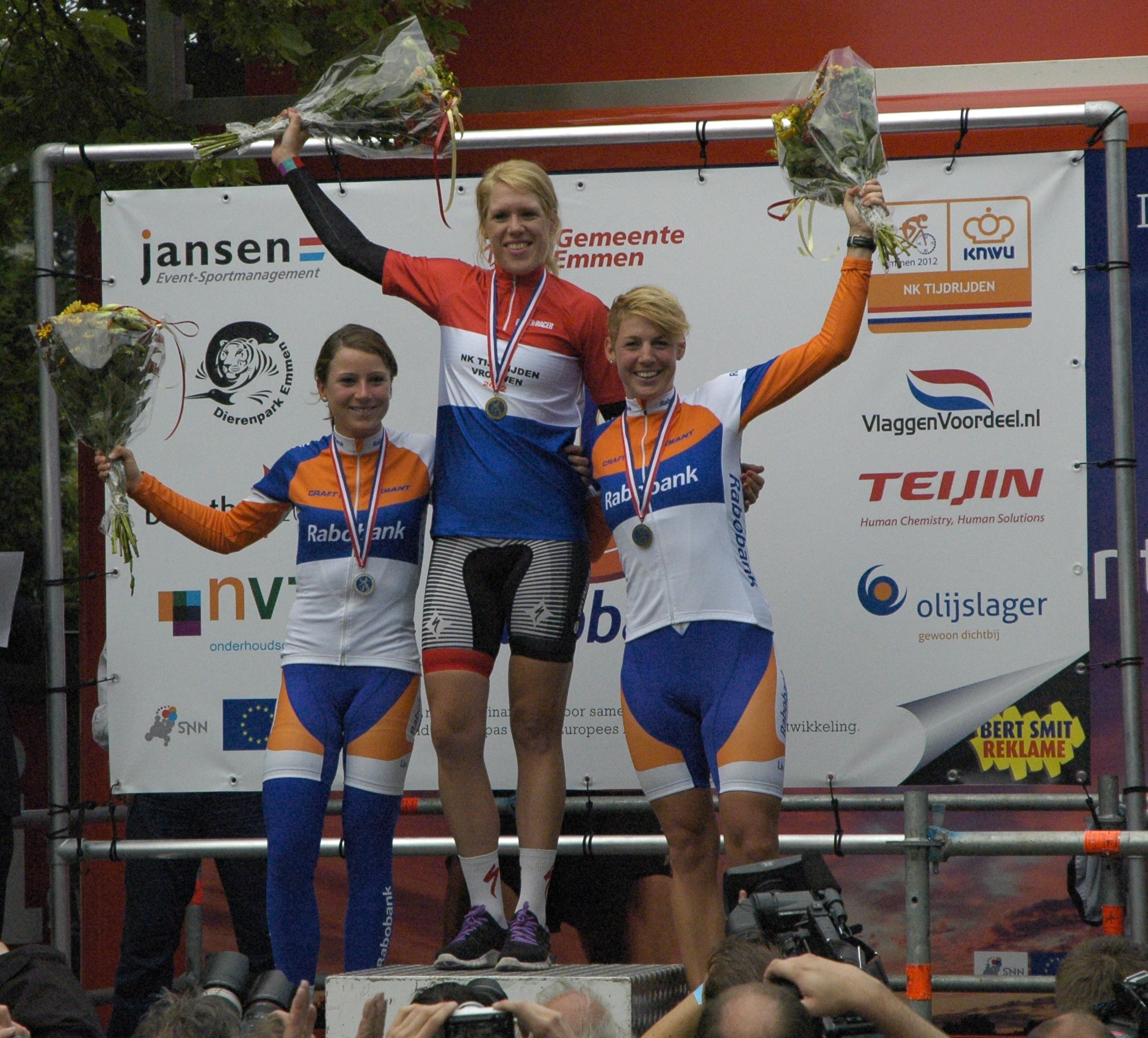
Podium in 2012: 1. Van Dijk, 2. Van Vleuten, 3. Slappendel.

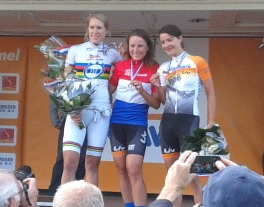
Podium in 2014: 1. Van Vleuten, 2. Van Dijk, 3. Vos.

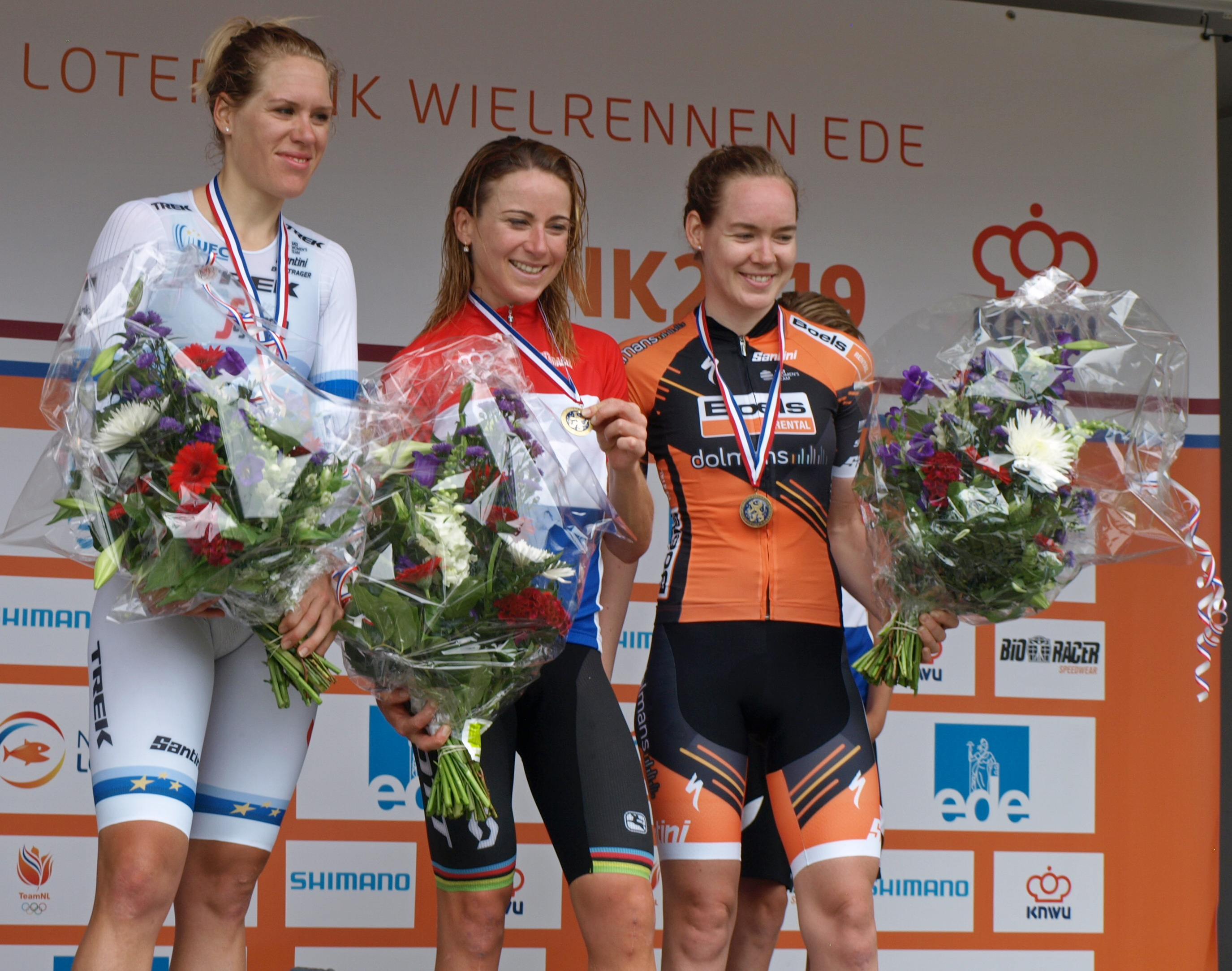
Podium in 2019: 1. Van Vleuten, 2. Van Dijk, 3. Van der Breggen.

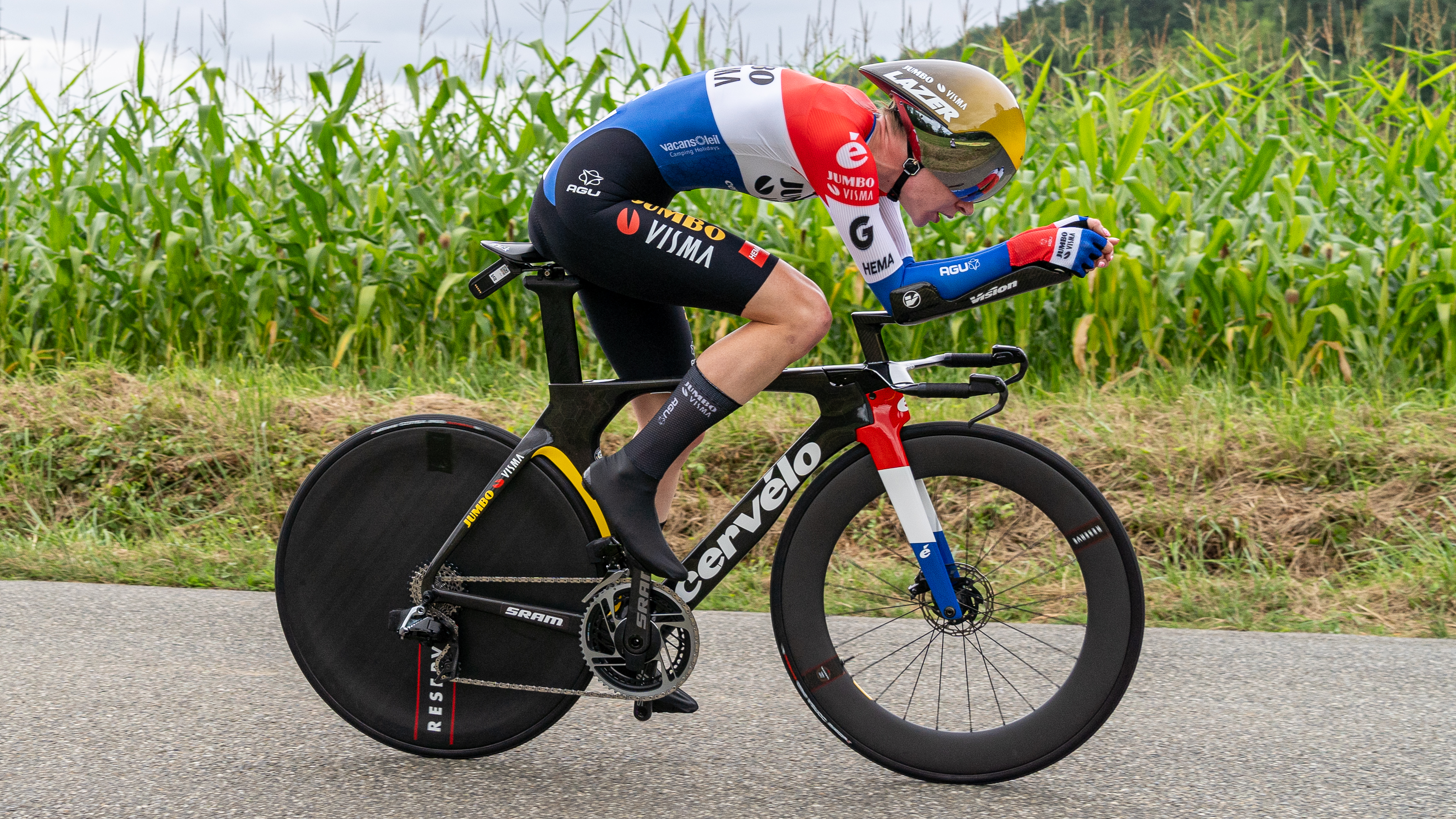
Riejanne Markus in 2023.

| Jaar | Goud                                | Zilver                              | Brons                               |
| ---- | ----------------------------------- | ----------------------------------- | ----------------------------------- |
| 1991 | Ingrid Haringa                      | Astrid Schop                        | Monique Knol                        |
| 1992 | Lenie Dijkstra                      | Natascha den Ouden                  | Els Koolloos                        |
| 1993 | Petra Grimbergen                    | Ingrid Haringa                      | Natascha den Ouden                  |
| 1994 | Maria Jongeling                     | Daniëlle Overgaag                   | Natascha den Ouden                  |
| 1995 | Jet Jongeling                       | Maria Jongeling                     | Natascha den Ouden                  |
| 1996 | Willeke van der Weide               | Nicole Vermast                      | Jet Jongeling                       |
| 1997 | Leontien Zijlaard-van Moorsel       | Mariëlle van Scheppingen            | Chantal Beltman                     |
| 1998 | Leontien Zijlaard-van Moorsel       | Mariëlle van Scheppingen            | Yvonne Brunen                       |
| 1999 | Leontien Zijlaard-van Moorsel       | Anouska van der Zee                 | Sonja van Kuik                      |
| 2000 | Leontien Zijlaard-van Moorsel       | Mariëlle van Scheppingen            | Mirjam Melchers                     |
| 2001 | Leontien Zijlaard-van Moorsel       | Anouska van der Zee                 | Mariëlle van Scheppingen            |
| 2002 | Leontien Zijlaard-van Moorsel       | Loes Gunnewijk                      | Vera Koedooder                      |
| 2003 | Jolanda van Dongen                  | Leontien Zijlaard-van Moorsel       | Mirjam Melchers                     |
| 2004 | Mirjam Melchers                     | Loes Gunnewijk                      | Loes Markerink                      |
| 2005 | Suzanne de Goede                    | Iris Slappendel                     | Mirjam Melchers                     |
| 2006 | Loes Gunnewijk                      | Kirsten Wild                        | Iris Slappendel                     |
| 2007 | Ellen van Dijk                      | Regina Bruins                       | Mirjam Melchers                     |
| 2008 | Mirjam Melchers                     | Kirsten Wild                        | Loes Gunnewijk                      |
| 2009 | Regina Bruins                       | Kirsten Wild                        | Ellen van Dijk                      |
| 2010 | Marianne Vos                        | Regina Bruins                       | Kirsten Wild                        |
| 2011 | Marianne Vos                        | Ellen van Dijk                      | Loes Gunnewijk                      |
| 2012 | Ellen van Dijk                      | Annemiek van Vleuten                | Iris Slappendel                     |
| 2013 | Ellen van Dijk                      | Loes Gunnewijk                      | Annemiek van Vleuten                |
| 2014 | Annemiek van Vleuten                | Ellen van Dijk                      | Marianne Vos                        |
| 2015 | Anna van der Breggen                | Ellen van Dijk                      | Chantal Blaak                       |
| 2016 | Annemiek van Vleuten                | Chantal Blaak                       | Roxane Knetemann                    |
| 2017 | Annemiek van Vleuten                | Ellen van Dijk                      | Anna van der Breggen                |
| 2018 | Ellen van Dijk                      | Anna van der Breggen                | Lucinda Brand                       |
| 2019 | Annemiek van Vleuten                | Ellen van Dijk                      | Anna van der Breggen                |
| 2020 | niet gehouden i.v.m. coronapandemie | niet gehouden i.v.m. coronapandemie | niet gehouden i.v.m. coronapandemie |
| 2021 | Anna van der Breggen                | Ellen van Dijk                      | Lucinda Brand                       |
| 2022 | Ellen van Dijk                      | Riejanne Markus                     | Anouska Koster                      |
| 2023 | Riejanne Markus                     | Demi Vollering                      | Annemiek van Vleuten                |
| 2024 | Riejanne Markus                     | Lieke Nooijen                       | Demi Vollering                      |
| 2025 | Mischa Bredewold                    | Riejanne Markus                     | Lieke Nooijen                       |